# داروینیلوس
داروینیلوس(نام علمی: Darwinilus sedarisi) نام یک گونه از تیره سوسک‌های ولگرد است.